# Stalagmosoma luctuosa
Stalagmosoma luctuosa är en skalbaggsart som beskrevs av Lansberge 1882. Stalagmosoma luctuosa ingår i släktet Stalagmosoma och familjen Cetoniidae. Inga underarter finns listade i Catalogue of Life.